# Тангента (албум групе Леб и сол)
Тангента је седми студијски албум македонске групе Леб и сол. Албум је објављен 1984. године за издавачку кућу Југотон, а првобитно је био доступан само на касети и грамофонској плочи. Реиздање албума на компакт-диску је изашло 2006. године за Croatia Records.

## О албуму
Материјал је сниман у београдском студију Акваријус, а продуцент је био Кевин Ејерс. Управо је Ејерс и дао албуму назив Тангента, а разлог је било то што се музика групе додиривала са различитим стиловима. Највећи хит са овог албума је нумера Контакт је скуп. Гости на албуму су били Лаза Ристовски (клавијатуре) и Ненад Јелић (удараљке).
Омот за овај албум је сматран једним од најгорих омота. Осиромашен због тога што је мајка фронтмена преминула у време снимања овог албума.

## Списак песама
| №               | Назив             | Аутор(и)                    | Трајање |  |
| 1.              | 30 минута до куће | В. Стефановски              | 4:09    |  |
| 2.              | Контакт је скуп   | В. Стефановски              | 4:03    |  |
| 3.              |                   | Б. Арсовски                 | 3:10    |  |
| 4.              | Самарканд         | В. Стефановски              | 3:25    |  |
| 5.              | Тако близу        | Б. Арсовски                 | 4:39    |  |
| 6.              | Претпоследњи      | В. Стефановски              | 4:41    |  |
| 7.              | Лаку ноћ          | В. Стефановски              | 4:38    |  |
| 8.              | Тумба, тумба      | В. Стефановски, Б. Арсовски | 4:38    |  |
| 9.              | Женама            | В. Стефановски              | 4:37    |  |
| Укупно трајање: | Укупно трајање:   | Укупно трајање:             | 38:00   |  |

- Аранжмани: Леб и сол

## Музичари
| - Постава групе: - Влатко Стефановски — гитара, вокал, удараљке - Бодан Арсовски — бас-гитара - Драгољуб Ђуричић — бубњеви. удараљке | - Гости: - Лаза Ристовски — клавијатуре - Ненад Јелић — удараљке |

## Остале заслуге
- Кевин Ајерс — продуцент
- Ратко Остојић — тонски сниматељ
- Љубомир Павићевић Фис — дизајн омота[1]